# أتريمة متباينة الأوراق
أتريمة متباينة الأوراق (الاسم العلمي: Eutrema heterophyllum) هي نوع من النباتات يتبع جنس الأتريمة من الفصيلة الكرنبية.